# Huara
Huara (Aymara für Stern) ist eine Kommune in der Región de Tarapacá in Nord-Chile. Inmitten der Atacamawüste gelegen umfasst die Verwaltungseinheit ein durch extreme Trockenheit geprägtes Gebiet von 10.475 km² Ausdehnung, das in West-Ost-Richtung von der Pazifikküste bis in die Andenkordillere hinein reicht. Zu ihr gehören zahlreiche kleinere Dörfer mit zusammen 2730 Einwohnern. Haupterwerbszweige sind Landwirtschaft und Bergbau.

## Beschreibung
In der Kommune Huara sind zahlreiche kleine Oasen-Dörfer aufgrund ihrer Verkehrsanbindung zusammengefasst. Gerade mal sechs dieser Ortschaften werden mithilfe eines interkommunalen Bebauungsplans verwaltet. Das sind der Verkehrsknotenpunkt und Verwaltungssitz Huara, der Fischerhafen Pisagua, und die Dörfer in der Präkordillere San Lorenzo de Tarapacá, Pichagua, Sibaya-Limaxiña und Chiapa. Nur 63 km², das sind 0,6 % des Kommunalgebiets, werden landwirtschaftlich genutzt, der Rest ist zu einem großen Teil vegetationslose Wüste.

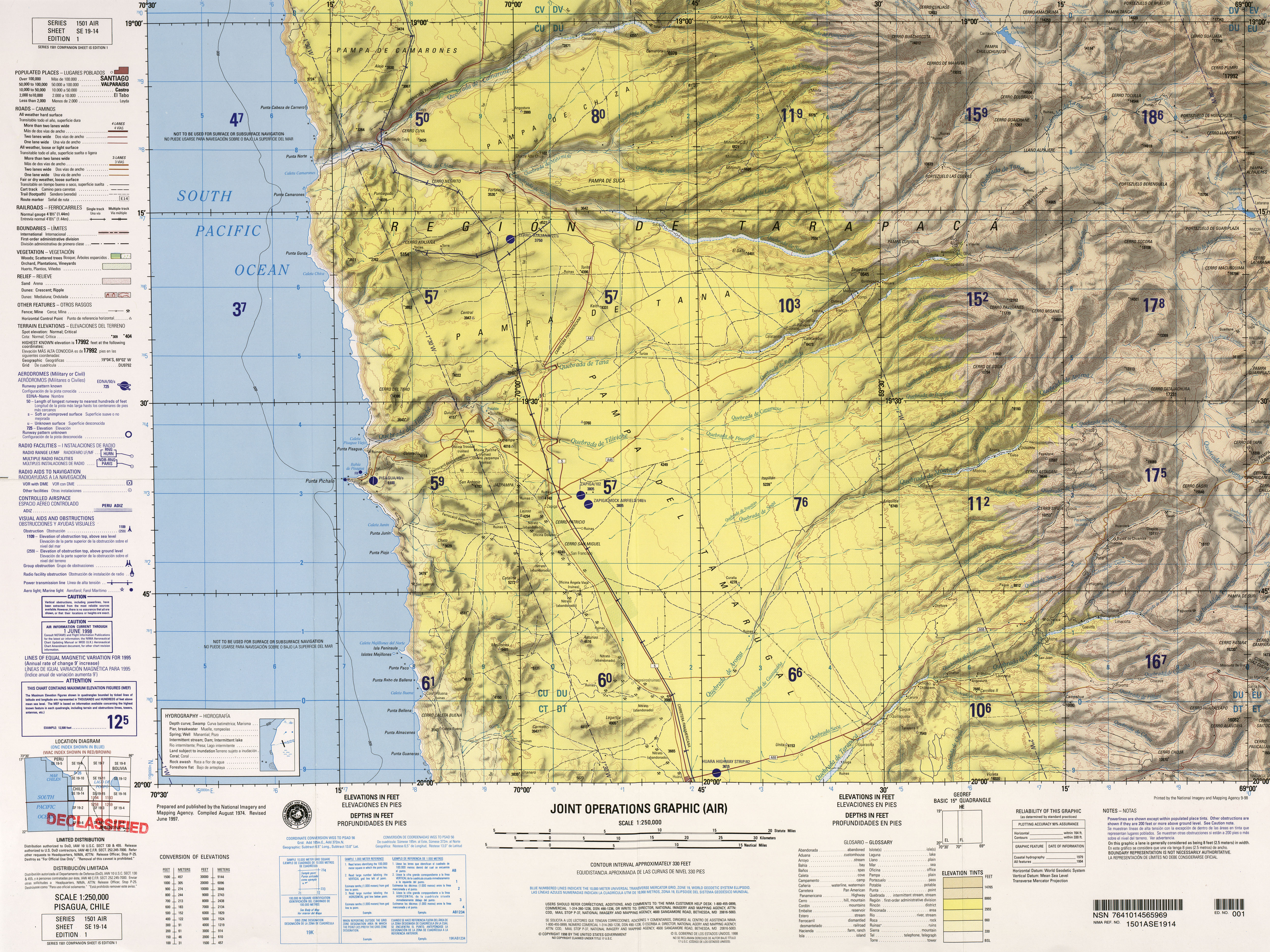
Topographische Karte mit der Kommune Huara

Geografisch lassen sich in der Kommune vier Zonen unterscheiden: Erstens, die Küstenzone im Westen, die meist von hohen Klippen und wenigen Küstenebenen geprägt wird, die bis 100 Meter über Meeresniveau reichen. Mit Ausnahme von einigen Nebeloasen, wo der Küstennebel am Fuß der Berge der Küstenkordillere eingefangen wird, ist die Küste praktisch vegetationslos. Zweitens, die Pampa in der Senke zwischen der Küstenkordillere und den Anden. 1000 m bis 1500 m über dem Meer liegend, macht sie etwas mehr als die Hälfte des Kommunalgebiets aus. Im Süden liegt die Pampa del Tamarugal und im Norden die Pampa de Tana. In der Pampa herrscht extreme Trockenheit bei tagsüber hohen Temperaturen. Die durchschnittliche Jahresniederschlagshöhe erreicht nur 2 mm. Wasserläufe aus den Anden enden in dieser Senke, was zu Salpeterablagerungen geführt hat die vor allem im 19. Jahrhundert abgebaut wurden. Bei Negreira und Tana wird heute noch Salpeter abgebaut und Jod produziert. Drittens, die Andenpräkordillere, die sich östlich an die Pampa anschließt und bis auf 3300 m ansteigt. Dort gibt es eine isolierte Zone mit xerophyter Vegetation und waldartigen Hartlaubgewächsen die zum Nationalpark Volcán Isluga gehört. Viertens, die Andenkordillere mit Höhen ab 3300 m. Das dort vorherrschende Steppenklima zeichnet sich durch tiefe, stark schwankende Temperaturen aus, die 5 °C nicht übersteigen.

## Das Dorf Huara
Die Siedlung Huara ist der Verwaltungssitz, etwa 75 km nordöstlich von der Hafenstadt Iquique in der Pampa del Tamarugal gelegen. In der 0,6 km² großen Ortschaft wurden im Jahr 2017 1082 Einwohner gezählt. Das waren rund 40 % aller Einwohner der Kommune.
Huara ist eine Siedlung die erst mit dem Aufkommen der Salpeterindustrie in der Region um die Mitte des 19. Jahrhunderts entstand als das Gebiet noch zu Peru gehörte. Zunächst war sie nur ein prekäres Lager für Eseltreiber und Bergarbeiter. Mit dem Bau einer Eisenbahnlinie für den Salpetertransport entstand in der Nachbarschaft zum Bahnhof ein Dorf. Während des Salpeterkriegs (1879–1883) war die Region um Huara heftig umkämpft. Ab 1885 kam der Ort unter chilenische Verwaltung und prosperierte als Verkehrsknotenpunkt im Boom mit der Salpeterindustrie. Zusammen mit den umliegenden Salpeterwerken gab es um 1890 herum in Huara mehr als 6000 Einwohner. So gab es mit Beginn des 20. Jahrhunderts in Huara wichtige Geschäfte und viele Einwanderer unter anderem aus Asien, Jugoslawien, Italien, Peru und Bolivien. Der Friedhof war der größte seiner Art in der Pampa. Zum 20. Dezember 1927 wurde Huara Kommune. 1970 wurden die Gebiete von Negreiros und 1979 von Pisagua angegliedert. Bei einem Erdbeben am 13. Juni 2005 wurde Huara schwer beschädigt.

## Die Dörfer der Kommune
| Foto                                                                                 | Name (Lage)                                                                                | Einwohnerzahl                   | Anmerkungen |
| ------------------------------------------------------------------------------------ | ------------------------------------------------------------------------------------------ | ------------------------------- | --- |
| in der Pampa del Tamarugal                                                           |                                                                                            |                                 | |
|                                                                                      | Huara 1110 m ü. d. M. 20° 0′ S, 69° 46′ W                                                  | 1082 (2017) 956 (2002)          | - Verwaltungssitz - 525 Wohnhäuser (2017) (421 in 2002) - 85 ha Siedlungsgröße - 1,0 mm/a Niederschläge                                                       |
|                                                                                      | Mapocho 20° 5′ S, 69° 45′ W                                                                | 0                               | - Geisterort bei Huara - 3 Wohnhäuser |
| Bild gesucht BW                                                                      | Colonos Rurales 1160 m ü. d. M. 19° 52′ S, 69° 48′ W                                       | 1                               | - 11 Wohnhäuser |
|                                                                                      | Cappta                                                                                     | 11                              | - 16 Wohnhäuser |
| Bild gesucht BW                                                                      | Vista Hermosa 1160 m ü. d. M. 19° 50′ S, 69° 49′ W                                         | 0                               | - 15 Wohnhäuser |
|                                                                                      | Algarrobal                                                                                 | 3                               | - 13 Wohnhäuser |
| Bild gesucht BW                                                                      | Bajo Soga 1160 m ü. d. M. 19° 45′ S, 69° 48′ W                                             | 75                              | - 43 Wohnhäuser - Quebrada de Soga |
| Bild gesucht BW                                                                      | Cruce Zapiga 1140 m ü. d. M. 19° 36′ S, 69° 56′ W                                          | 8                               | - 5 Wohnhäuser |
| an der Küste                                                                         |                                                                                            |                                 | |
|                                                                                      | Pisagua 30 m ü. d. M. 19° 36′ S, 70° 13′ W                                                 | 260                             | - Fischerdorf, ehemaliger Salpeterhafen - 125 Wohnhäuser - 152 ha Siedlungsgröße - Pisagua Viejo, Hafenruinen aus dem 17. Jahrhundert 19° 34′ S, 70° 12′ W    |
| in der Präkordillere, Quebrada de Tarapacá                                           |                                                                                            |                                 | |
| Bild gesucht BW                                                                      | Huarasiña (San Joseph de Huarasiña) (auch: Guarasiña) 1370 m ü. d. M. 19° 57′ S, 69° 32′ W | 35 (2017) 20 (2002)             | - 99 Wohnhäuser (2017) (59 in 2002) - 49,29 ha Kulturland |
| Bild gesucht BW                                                                      | Amalo 1365 m ü. d. M. 19° 56′ S, 69° 32′ W                                                 | 0                               | - 4 Wohnhäuser |
|                                                                                      | San Lorenzo de Tarapacá 1410 m ü. d. M. 19° 55′ S, 69° 31′ W                               | 121 (2017) 135 (2002)           | - Aymara-Dorf - 284 Wohnhäuser (2017) (142 in 2002) - 14 ha Siedlungsgröße - 41 ha Kulturland - Ruinen: Tarapacá Viejo (16. Jahrhundert) siehe auch           |
| Bild gesucht BW                                                                      | Quillaguasa-Caigua 1460 m ü. d. M. 19° 55′ S, 69° 30′ W                                    | 39 (2017) 22 (2002)             | - 23 Wohnhäuser (2017) (25 in 2002) - 48 ha Kulturland |
|                                                                                      | Pachica (von “pä chika” in Aymara “zwei Einheiten”) 1620 m ü. d. M. 19° 52′ S, 69° 26′ W   | 168 (2017) 304 (2002)           | - Aymara-Dorf - 138 Wohnhäuser (2017) (71 in 2002) - 72 ha Kulturland                                                                                         |
| Bild gesucht BW                                                                      | Laonzana 1820 m ü. d. M. 19° 51′ S, 69° 21′ W                                              | 31                              | - 46 Wohnhäuser |
|                                                                                      | Catiña                                                                                     | 10                              | - 3 Wohnhäuser |
|                                                                                      | Mocha 2150 m ü. d. M. 19° 49′ S, 69° 17′ W                                                 | 12 (2017) 17 (2002)             | - Aymara-Dorf - 98 Wohnhäuser (2017) (44 in 2002) - 15,4 mm/a (Median) Niederschläge                                                                          |
|                                                                                      | Huaviña (auch: Guaviña) 2390 m ü. d. M. 19° 48′ S, 69° 14′ W                               | 37 (2017) 62 (2002)             | - Aymara-Dorf - 150 Wohnhäuser (2017) (103 in 2002) - 1 Schule                                                                                                |
|                                                                                      | Sibaya-Limaxiña 2750 m ü. d. M. 19° 47′ S, 69° 10′ W                                       | 223 64 in Limaxiña 62 in Sibaya | - Aymara-Dorf - 42 Wohnhäuser in Limaxiña - 72 Wohnhäuser in Sibaya - 48,5 mm/a (Median) Niederschläge                                                        |
| Bild gesucht BW                                                                      | Achacagua 2760 m ü. d. M. 19° 47′ S, 69° 10′ W                                             | 18 (2017) 64 (2002)             | - 34 Wohnhäuser (2017) (23 in 2002) |
|                                                                                      | Ococo                                                                                      | 11                              | - 4 Wohnhäuser |
|                                                                                      | Cruzane                                                                                    | 6                               | - 6 Wohnhäuser |
| Bild gesucht BW                                                                      | Cultane 3945 m ü. d. M. 19° 45′ S, 68° 59′ W                                               | 0                               | - Geisterort - 30 Wohnhäuser |
| in der Präkordillere, Quebrada de Cusmiza (Rechter Zufluss zur Quebrada de Tarapacá) |                                                                                            |                                 | |
| Bild gesucht BW                                                                      | Usmagama 2870 m ü. d. M. 19° 45′ S, 69° 13′ W                                              | 0 (2017) 3 (2002)               | - 26 Wohnhäuser (2017) (36 in 2002) |
|                                                                                      | Chusmiza Poniente 3370 m ü. d. M. 19° 41′ S, 69° 11′ W                                     | 22 (2017) 15 (2002)             | - 17 Wohnhäuser (2017) - Aymara-Dorf - 90,0 mm/a (Median) Niederschläge - Thermalquellen: Baños de Chusmiza 19° 41′ S, 69° 11′ W - Pukarás in der Nähe (6 km) |
|                                                                                      | Chusmiza Oriente                                                                           | 35                              | - 29 Wohnhäuser |
| in der Präkordillere, Quebrada de Coscaya (Linker Zufluss zur Quebrada de Tarapacá)  |                                                                                            |                                 | |
| Bild gesucht BW                                                                      | Poroma 2875 m ü. d. M. 19° 52′ S, 69° 11′ W                                                | 10                              | - 25 Wohnhäuser |
| Bild gesucht                                                                         | Cunina                                                                                     | 0 (2017) 0 (2002)               | - 3 Wohnhäuser (2017), (3 in 2002) |
| Bild gesucht BW                                                                      | Coscaya 2930 m ü. d. M. 19° 52′ S, 69° 8′ W                                                | 10 (2017) 7 (2002)              | - Aymara-Dorf - 27 Wohnhäuser (2017) (29 in 2002) - 91 ha Kulturland - 34,8 mm/a (Median) Niederschläge                                                       |
| in der Präkordillere, Quebrada de Aroma                                              |                                                                                            |                                 | |
|                                                                                      | Calacala (Aymara: Geröllfeld) 1800 m ü. d. M. 19° 36′ S, 69° 26′ W                         | 0                               | - 7 Wohnhäuser |
| Bild gesucht BW                                                                      | Jaiña 2850 m ü. d. M. 19° 33′ S, 69° 17′ W                                                 | 29 (2017) 66 (2002)             | - Aymara-Dorf - 102 Wohnhäuser (2017) (59 in 2002) - zwischen 1000 und 1450 entstanden                                                                        |
| Bild gesucht BW                                                                      | Illalla 2970 m ü. d. M. 19° 33′ S, 69° 14′ W                                               | 2                               | - 24 Wohnhäuser |
| Bild gesucht BW                                                                      | Chiapa 3120 m ü. d. M. 19° 32′ S, 69° 12′ W                                                | 78 (2011) 75 (2002)             | - Aymara-Dorf - 118 Wohnhäuser - Mitte des 19. Jahrhunderts gegründet                                                                                         |
|                                                                                      | Sotoca 3140 m ü. d. M. 19° 36′ S, 69° 14′ W                                                | 49 (2017) 13 (2002)             | - 57 Wohnhäuser (2017) (23 in 2002) |
| in der Präkordillere, Quebrada de Soga                                               |                                                                                            |                                 | |
| Bild gesucht BW                                                                      | Soga 2730 m ü. d. M. 19° 29′ S, 69° 20′ W                                                  | 31                              | - 21 Wohnhäuser |
| in der Pampa de Tana, Quebrada de Suca                                               |                                                                                            |                                 | |
| Bild gesucht BW                                                                      | Suca 921 m ü. d. M. 19° 16′ S, 69° 48′ W                                                   | 8                               | - 12 Wohnhäuser |
| in der Präkordillere, Quebrada de Chiza                                              |                                                                                            |                                 | |
| Bild gesucht BW                                                                      | Miñi Miñe (Quechua: Andenbrombeeren-Wohnort) 1620 m ü. d. M. 19° 11′ S, 69° 41′ W          | 33                              | - Quechua-Dorf - 38 Wohnhäuser - Kirche aus Holz (einzig im Norden Chiles) - webseite                                                                         |
|                                                                                      | Champaja 2850 m ü. d. M. 19° 7′ S, 69° 33′ W                                               | 0 (2017) 1 (2002)               | - 3 Wohnhäuser (2017) (4 in 2002) |
| Bild gesucht BW                                                                      | Quipinta 2260 m ü. d. M. 19° 9′ S, 69° 35′ W                                               | 2                               | - 5 Wohnhäuser |
|                                                                                      | Pampa de Quipinta                                                                          | 3                               | - 4 Wohnhäuser |
|                                                                                      | Cuanalla (oder Cuanaya) 2840 m ü. d. M. 19° 8′ S, 69° 32′ W                                | 11 (2017) 31 (2002)             | - Aymara Dorf - 7 Wohnhäuser (2017) (3 in 2002) |
| Bild gesucht BW                                                                      | Miñita 2400 m ü. d. M. 19° 5′ S, 69° 36′ W                                                 | 0 (2017) 0 (2002)               | - 27 Wohnhäuser (2017) (24 in 2002) |
| Bild gesucht BW                                                                      | Cutijmaya (auch Cutigmaña) 1960 m ü. d. M. 19° 5′ S, 69° 40′ W                             | 0 (2017) 8 (2002)               | - 8 Wohnhäuser (2017) (3 in 2002) |
| andere                                                                               |                                                                                            |                                 | |
|                                                                                      | Huasquiña (auch Guasquiña) 19° 45′ S, 69° 24′ W                                            | 6                               | - 26 Wohnhäuser |
|                                                                                      | Colorado                                                                                   | 2                               | - 4 Wohnhäuser |
|                                                                                      | Ancocala                                                                                   | 0                               | - 7 Wohnhäuser |
|                                                                                      | Sipiza 19° 38′ S, 69° 15′ W                                                                | 0 (2017) 8 (2002)               | - 35 Wohnhäuser (16 in 2002) - seit 2010 über eine Straße erreichbar                                                                                          |
|                                                                                      | Pampa de Betel                                                                             | 0                               | - 8 Wohnhäuser |
|                                                                                      | Pasagua                                                                                    | 0                               | - 9 Wohnhäuser |

## Persönlichkeiten
- Alfredo Olivos (1924–1983), Fußballspieler